# Gliese 581 f
Gliese 581 f (Gl 581 f) est une exoplanète découverte dans le système planétaire de l'étoile Gliese 581, une naine rouge de 0,31 masses solaires située à quelque 20,3 années-lumière (soit 6,2 pc, ou encore 1,92 × 1014 km) de la Terre, dans la constellation de la Balance. Il s'agit de la cinquième planète découverte autour de cette naine rouge, et la sixième par ordre de distance croissante à l'étoile parmi les six planètes connues dans ce système lors de sa découverte, annoncée le 29 septembre 2010. Une tentative de détection ultérieure avec une méthode plus sophistiquée n'a pas permis de confirmer l'existence de cette planète.

## Découverte
L'exoplanète Gliese 581 f a été découverte par les équipes de Steven Vogt à l'Université de Californie à Santa Cruz et de Paul Butler de la Carnegie Institution, à Washington. L'annonce de cette découverte a été faite le 29 septembre 2010 sur le site de la National Science Foundation, avant la publication de l'article dans l’The Astrophysical Journal. Les astronomes ont utilisé le télescope Keck 1 de l'Observatoire W. M. Keck à Hawaï et le télescope de 3,6 mètres de l'ESO (avec le spectromètre HARPS) à l'observatoire de La Silla au Chili.
Gliese 581 f, contrairement à Gliese 581 g découverte en même temps, n'est pas située dans la zone habitable de Gliese 581. Sa masse minimum est de 7 fois celle de la Terre.
| Planète                                                                         | Masse (M⊕)   | Demi-grand axe (UA)   | Période orbitale (d) | Excentricité |
| ------------------------------------------------------------------------------- | ------------ | --------------------- | -------------------- | ------------ |
|                                                                                 |              |                       |                      |              |
| Gliese 581 e                                                                    | ≥ 1,7 ± 0,2  | 0,0284533 ± 0,0000023 | 3,14867 ± 0,00039    | Fixée à 0    |
| Gliese 581 b                                                                    | ≥ 15,6 ± 0,3 | 0,0406163 ± 0,0000013 | 5,36841 ± 0,00026    | Fixée à 0    |
| Gliese 581 c                                                                    | ≥ 5,6 ± 0,3  | 0,072993 ± 0,000022   | 12,9191 ± 0,0058     | Fixée à 0    |
| Gliese 581 g*                                                                   | ≥ 3,1 ± 0,4  | 0,14601 ± 0,00014     | 36,562 ± 0,052       | Fixée à 0    |
| Gliese 581 d*                                                                   | ≥ 5,6 ± 0,6  | 0,21847 ± 0,00028     | 66,87 ± 0,13         | Fixée à 0    |
| Gliese 581 f                                                                    | ≥ 7,0 ± 1,2  | 0,758 ± 0,015         | 433 ± 13             | Fixée à 0    |
|                                                                                 |              |                       |                      |              |
| * En juillet 2014, l'existence des planètes Gliese 581 d et g a été contestée,. |              |                       |                      |              |
| Système planétaire de Gliese 581.                                               |              |                       |                      |              |